# Jewhenija Nimtschenko
Jewhenija Serhijiwna Nimtschenko (ukrainisch Євгенія Сергіївна Німченко; * 29. September 1992 in Cherson, Ukraine) ist eine ukrainische Ruderin.
Nimtschenko gewann im Jahr 2013 bei der Sommer-Universiade im russischen Kasan und bei den Ruder-Europameisterschaften 2016 in Brandenburg an der Havel jeweils die Bronzemedaille im Doppelvierer und nahm für die Ukraine an den Olympischen Sommerspielen 2016 in Rio de Janeiro teil, wo sie im Finale mit dem Doppelvierer gemeinsam mit Daryna Werchohljad, Anastassija Koschenkowa und Olena Burjak den vierten Platz erreichte.
Bei den Ruder-Europameisterschaften 2019 in Luzern auf dem Rotsee errang sie im Doppelvierer, gemeinsam mit Daryna Werchohljad, Anastassija Koschenkowa und Jana Dementjewa die Bronzemedaille. Drei Jahre später gewann der ukrainische Doppelvierer mit Daryna Werchohljad, Natalija Dowhodko, Kateryna Dudchenko und Jewhenija Nimtschenko bei den Europameisterschaften 2022 in München erneut die Bronzemedaille. Bei den Olympischen Spielen 2024 in Paris wurde sie mit dem ukrainischen Doppelvierer Fünfte.

## Ehrungen
Am 25. Juli 2013 wurde ihr vom ukrainischen Präsidenten die Medaille Für Arbeit und Leistung für die Erreichung hoher Sportergebnisse auf der XXVII. Welt-Sommer-Universiade in Kasan verliehen.